# Camilo Superstar (serie de televisión)
Camilo Superstar es una miniserie de televisión por internet española de drama biográfico escrita por Tatiana Rodríguez y Marta Betoldi y dirigida por Curro Novallas para Atresplayer. Está protagonizada por Alejandro Jato como el cantante español Camilo Sesto, mientras que Adrián Lastra, Natalia Reyes, Pepe Ocio, Javier Godino, Vito Sanz, Óscar de la Fuente, Eugenia Silva y Elena Rivera completan el reparto. Se estrenó en Atresplayer el 19 de noviembre de 2023.

## Trama
La serie se enfoca en la vida del famoso cantante Camilo Sesto, durante los últimos años del franquismo en la España de los 70, mientras intenta levantar la primera actuación del famoso musical transgresor Jesucristo Superstar en España, teniendo que hacer frente, junto a un grupo formado por otros idealistas, a la censura franquista.

## Reparto
- Alejandro Jato como Camilo Sesto
- Adrián Lastra como Teddy Bautista
- Natalia Reyes como Ángela Carrasco
- Pepe Ocio como Manolo Sánchez
- Javier Godino como Jaime Azpilicueta
- Vito Sanz como Nacho Artime
- Óscar de la Fuente como José Luis

#### Con la colaboración especial de
- Eugenia Silva como Lucía Bosé (Episodio 2 - Episodio 3)
- Elena Rivera como Paloma San Basilio (Episodio 2 - Episodio 3)
- Melani Olivares como Madre de Tony (Episodio 2)
- Antonio Garrido como ¿? (Episodio 2; Episodio 4)
- Carles Francino como ¿? (Episodio 4)

## Capítulos
| N.º | Título                                 | Dirigido por   | Escrito por                       | Fecha de lanzamiento original |
| --- | -------------------------------------- | -------------- | --------------------------------- | ----------------------------- |
| 1   | «Se acabó la España en blanco y negro» | Curro Novallas | Tatiana Rodríguez y Marta Betoldi | 19 de noviembre de 2023       |
| 2   | «Tú y yo, ¿qué somos?»                 | Curro Novallas | Tatiana Rodríguez y Marta Betoldi | 26 de noviembre de 2023       |
| 3   | «Es más que amor»                      | Curro Novallas | Tatiana Rodríguez y Marta Betoldi | 3 de diciembre de 2023        |
| 4   | «¡Lo hemos conseguido!»                | Curro Novallas | Tatiana Rodríguez y Marta Betoldi | 10 de diciembre de 2023       |

## Producción
El 13 de diciembre de 2021, durante la rueda de prensa del Atresplayer Premium Day, Atresplayer Premium anunció que estaba desarrollando una serie sobre Camilo Sesto, titulada Camilo Superstar, que detallaría sus esfuerzos por llevar el musical Jesucristo Superstar a España. Los productores del proyecto, escrito por las guionistas Tatiana Rodríguez y Marta Betoldi, también han clamado que cuenta con el apoyo de la familia de Sesto. El 30 de noviembre de 2022, el joven actor Alejandro Jato fue confirmado como el actor que interpretaría a Sesto en la serie. A finales de 2022, Elena Rivera fue confirmada como parte del reparto, interpretando a la cantante Paloma San Basilio, a quien había versionado con apenas 6 años en el programa Menudas estrellas en 1998.
El rodaje de la serie comenzó a principios de 2023.

## Lanzamiento y marketing
En julio de 2023, Atresplayer anunció que la serie sería presentada durante el Festival Internacional de Cine de San Sebastián a finales septiembre de ese año.  Durante la presentación en el festival de San Sebastián el 27 de septiembre de 2023, la directora de ficción de Atresmedia, Montse García, declaró que la serie se estrenaría en Atresplayer el 19 de noviembre de 2023.